# تپه چیا دهنو
تپه چیا دهنو مربوط به سده‌های اولیه دوران‌های تاریخی پس از اسلام است و در شهرستان سلسله، (الشتر)، بخش مرکزی، دهستان دوآب، ۴۰۰ متری شمال شرق روستای دهنو واقع شده و این اثر در تاریخ ۳۰ بهمن ۱۳۸۶ با شمارهٔ ثبت ۲۱۲۳۹ به‌عنوان یکی از آثار ملی ایران به ثبت رسیده است.